# Dina Mangabeira
Dina Mangabeira (Bocaiúva, Minas Gerais, 20 de agosto de 1923 – Belo Horizonte, 11 de febrero de 2000) fue una poetisa, profesora, articulista y crítica literaria brasileña.
Dina nació en una granja llamada Morro Agudo, en el municipio de Bocaiúva, en una familia tradicional del norte de Minas Gerais. El apellido "Mangabeira" fue heredado de su abuelo, quien recolectaba e industrializaba el látex del fruto de la Hancornia speciosa en Minas Gerais y Bahía para producir caucho. A los dos años de edad se trasladó con su familia a Montes Claros, donde realizó su educación básica y se graduó como maestra en 1943.
Ejerció la docencia en el Instituto Norte Mineiro de Educación entre 1945 y 1948. En 1946 se casó con Ailton Rosa Rezende, funcionario del Banco do Brasil, y abandonó la profesión docente en 1948 para dedicarse a su familia. Tuvieron cuatro hijos.
Vivió en Montes Claros hasta la década de 1970, cuando su esposo fue transferido a Belo Horizonte. En la capital, participó activamente en organizaciones sociales y literarias, como la Arquiconfraria das Mães Cristãs. Fue miembro de varias academias literarias:
- Academia Femenina Mineira de Letras (AFEMIL), donde ocupó la silla nº 19;
- Academia Municipalista de Letras de Minas Gerais (AMULMIG), representando al municipio de Montes Claros;
- Academia Montesclarense de Letras;
- Academia de Ciencias y Letras de Conselheiro Lafaiete;
- Unión Brasileña de Trovadores (UBT), sección de Belo Horizonte.

Comenzó a colaborar regularmente como articulista en periódicos de Montes Claros y Belo Horizonte a partir de 1981. Publicó su primer libro, No Palco Real da Vida (1986), una colección de cuentos y crónicas. En 1990 lanzó su segundo libro, À Sombra do Passado, una recopilación de poemas. Su obra fue reconocida oficialmente en 1994 con la entrega de la Medalla Santos Dumont por el gobernador Hélio Garcia.
A finales de la década de 1990 trabajaba en una tercera obra. Debido a problemas de salud no logró publicarla en vida. Dina Mangabeira falleció en Belo Horizonte el 11 de febrero de 2000, víctima de cáncer.
En 2025, su familia publicó de forma póstuma el libro A Lógica da Minha Saudade, que reúne textos en prosa y verso escritos por la autora en sus últimos años. La edición conserva los textos originales mecanografiados, un prólogo reconstruido a partir de manuscritos dispersos y un epílogo escrito por su esposo, Ailton Rosa Rezende.

## Obras
- No Palco Real da Vida (1986) – cuentos y crónicas
- À Sombra do Passado (1990) – poesía
- A Lógica da Minha Saudade (2025, póstuma) – poesía y prosa